# Fluta
Fluta (nizozemski flœy̯t) je nizozemski tip jedrenjaka izvorno zamišljen kao namjenski teretni brod. Nastao u Nizozemskoj u 16. stoljeću, brod je dizajniran da olakša prekooceanske isporuke uz maksimalan prostor i djelotvornost posade. Izgradnja broda je bila jeftina, zbog čega je fluta bila masovno građena. Obično je nosila 12 do 15 topova, ali je ipak bila laka meta za pirate. Ipak, fluta je odigrala značajnu ulogu u usponu nizozemskog prekomorskog carstva u 17. stoljeću. 